# Relacions entre Portugal i São Tomé i Príncipe
Les relacions entre Portugal i São Tomé i Príncipe es refereixen a les relacions històriques i actuals entre Portugal i São Tomé i Príncipe.
São Tomé i Príncipe va ser una colònia de l'Imperi Portuguès des de la dècada de 1490 fins a 1975, quan va rebre la independència. El 2009, Portugal va ser el major importador a la seva antiga possessió colonial per un ampli marge; la majoria de les importacions de l'estat insular (prop de 59%) procedien de Portugal. Portugal va ser el quart major importador de béns de São Tomé i Príncipe, suposant aproximadament el 4,3% de totes les exportacions. En gener de 2011 el ministre d'afers exteriors portuguès Luís Amado va visitar São Tomé durant dos dies. Es va arribar a diversos acords que van promoure l'augment del comerç bilateral, incloent l'eliminació de la doble imposició. El Ministeri d'Afers Exteriors portuguès ha qualificat les relacions de "notables".
Com va passar amb Cap Verd abans de la introducció de l'euro, São Tomé i Príncipe va signar un acord amb Portugal el 2009 vinculant la moneda nacional, el dobra, amb l'euro. El tipus de canvi es va fixar en 1 euro = 24500 STD.